# Barbara Parkins

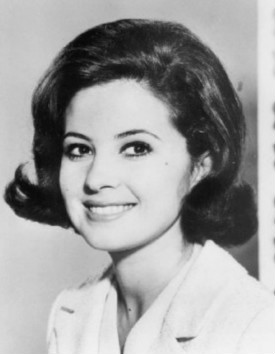
Parkins (poză promoțională pentru Peyton Place)

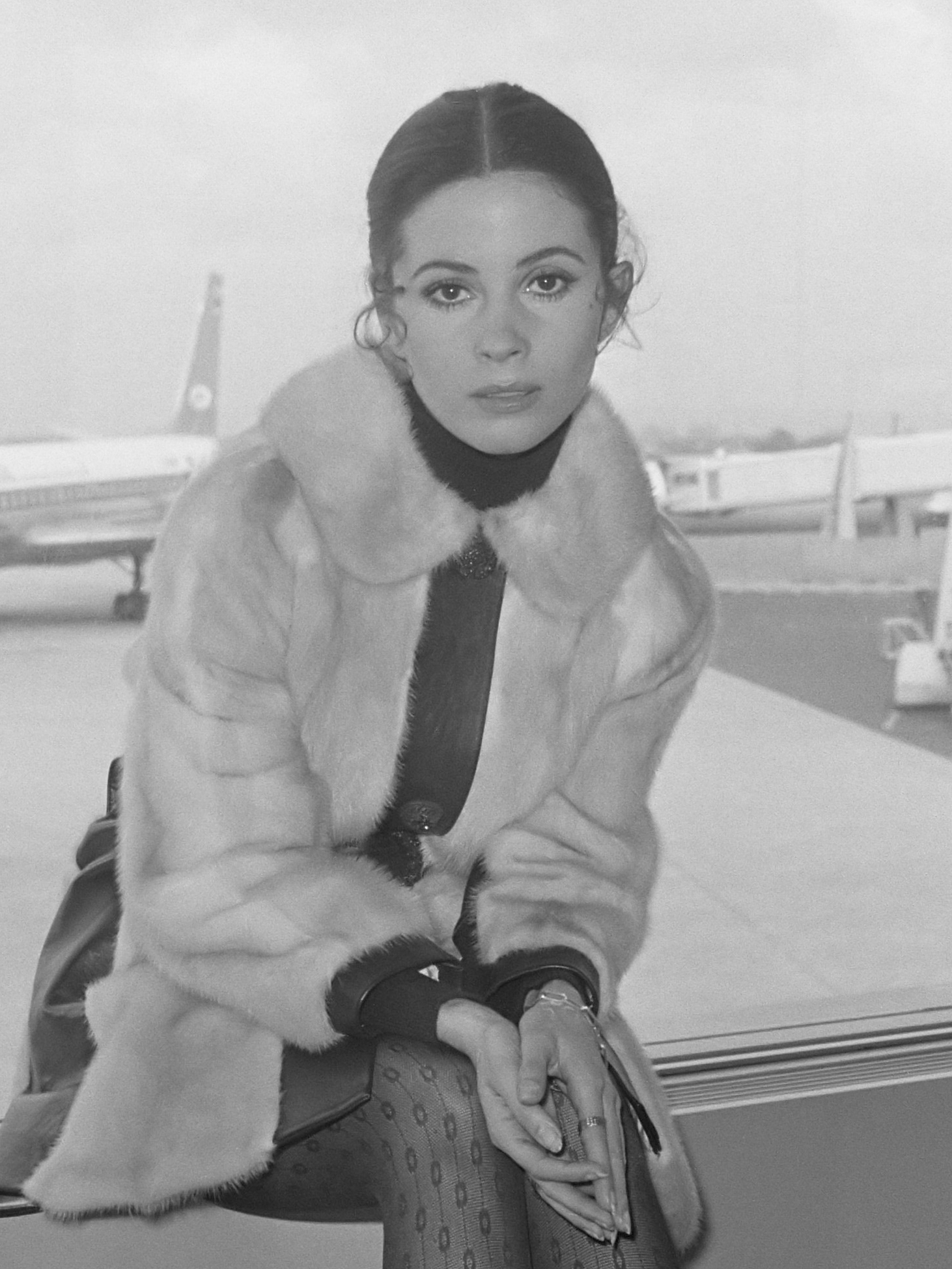
Barbara Parkins (1970)

Barbara Parkins (n. 22 mai 1942, Vancouver, British Columbia, Canada) este o actriță, cântăreață și dansatoare canadiană. Printre cele mai cunoscute filme ale sale se numără Valea păpușilor (1967), Urmărire la Amsterdam (1970), Casa de sub arbori (1971) și Asylum (1972).

## Biografie
Barbara Parkins a venit la Los Angeles la vârsta de 16 ani împreună cu mama ei, unde a studiat actoria, dansul și baletul.
Parkins și-a făcut debutul în film în 1961 în filmul cu buget redus 20.000 Eyes. Parkins a jucat apoi în mai multe seriale de televiziune, cu rolul ei inovator ca Betty Anderson în serialul Peyton Place. În serial, care a fost produs din 1964 până în 1969, ea a fost singura actriță principală feminină care a apărut permanent, iar în 1966 a fost nominalizată la Premiul Emmy pentru Televiziune pentru cea mai bună actriță într-un serial, dar a pierdut în fața Barbarei Stanwyck pentru rolul din Big Valley. Ea a obținut un alt succes cu portretizarea lui Anne Welles în filmul Valea păpușilor, care a avut premiera în 1967.
La sfârșitul anilor 1960, Parkins s-a mutat pentru câțiva ani la Londra, unde a apărut în filme precum Urmărire la Amsterdam (1970) și Shout at the Devil (1976).
În timp ce filma Valea păpușilor, Parkins l-a întâlnit pe fotograful Edward Steichen, un prieten al directorului de imagine al filmului, și a fost influențat să înceapă o carieră de viață în fotografie. Ea este, de asemenea, un avocat al faunei sălbatice pe cale de dispariție.

## Filmografie selectivă
- 1961 20,000 Eyes (20,000 Eyes), regia Jack Leewood
- 1964 Peyton Place (serial TV) : Betty Anderson Harrington Cord Harrington
- 1967 Valea păpușilor (Valley of the Dolls), regia Mark Robson : Anne Welles
- 1970 Urmărire la Amsterdam (Puppet on a Chain), regia Geoffrey Reeve : Maggie
- 1970 La Lettre du Kremlin (The Kremlin Letter), regia John Huston : B.A.
- 1971 Satan, mon amour (The Mephisto Waltz) de Paul Wendkos : Roxanne Delancey
- 1971 Casa de sub arbori (La Maison sous les arbres), regia René Clément : Cynthia
- 1971 A Taste of Evil (film TV) : Susan Wilcox
- 1972 Ghost Story (serial TV) : Eileen
- 1972 Asylum, regia Roy Ward Baker : Bonnie
- 1973 Snatched (TV) : Barbara Maxvill
- 1974 Christina : Christina / Kay
- 1974 Jennie: Lady Randolph Churchill (foileton TV) : Leonie
- 1976 Law of the Land (TV) : Jane Adams
- 1976 Parole d'homme (Shout at the Devil) de Peter R. Hunt : Rosa O'Flynn / Oldsmith
- 1976 Captains and the Kings (foileton TV) : Martinique
- 1977 Testimony of Two Men (foileton TV) : Marjorie Ferrier / Hilda Eaton
- 1977 Young Joe, the Forgotten Kennedy (TV) : Vanessa Hunt
- 1978 Ziegfeld: The Man and His Women (TV) : Anna Held
- 1978 The Critical List (TV) : Angela Adams
- 1979 Le Secret de la banquise (Bear Island), regia Don Sharp : Judith Rubin
- 1981 The Manions of America (foileton TV) : Charlotte Kent
- 1982 Breakfast in Paris : Jackie Wyatt
- 1983 L'Hôpital en flammes (Uncommon Valor) (film TV) :  Margaret Houghton
- 1984 Calendar Girl Murders (Calendar Girl Murders) (film TV) : Cleo Banks
- 1984 To Catch a King (film TV) : La Duchesse de Windsor
- 1985 Peyton Place: The Next Generation (film TV) : Betty Harrington Cord
- 1986 Perry Mason: The Case of the Notorious Nun (film TV) : Ellen Cartwright
- 1991 Scene of the Crime (serial TV) : diverse personnaje
- 1998 Scandaleusement vôtre (Scandalous Me: The Jacqueline Susann Story) (film TV) : Annie Laurie Williams